# Kapelec
Kapelec falu Horvátországban, Varasd megyében. Közigazgatásilag  Maruševechez (Máriasócszentgyörgy) tartozik.

## Fekvése
Varasdtól 12 km-re nyugatra, községközpontjától Maruševectől 1 km-re északra a Zagorje hegyeinek keleti lábánál, a Drávamenti-síkság szélén enyhén dombos vidéken fekszik.

## Története
A falunak 1857-ben 59, 1910-ben 130 lakosa volt. 1920-ig Varasd vármegye Ivaneci járásához tartozott. 2011-ben 35 háza és 106 lakosa volt.

## Külső hivatkozások
- A község hivatalos oldala
- A község információs portálja